# Боевые отравляющие вещества в Первой мировой войне

Солдат с противогазом (изображение А) и без противогаза (изображение Б), вдыхающие ОВ

Во время Первой мировой войны большинством воюющих сторон была вынужденно избрана тактика изнурительной позиционной войны. При такой тактике наступательные операции теряют свою эффективность, причём в патовой ситуации находятся обе стороны. Одним из выходов из тупика предполагалось применение химического оружия для прорыва обороны противника.
Применение ядовитых газов в Первой мировой войне стало крупной военной инновацией, и уже тогда диапазон отравляющих веществ был достаточно широк: от сравнительно безобидных (слезоточивый газ) до смертельно ядовитых (хлор, фосген, иприт). Таким образом, химическое оружие являлось одним из основных, начиная с Первой мировой войны и на всём протяжении XX века. И хотя летальный потенциал газов был ограничен лишь 4 % смертей от общего количества поражённых, всё же смертность оставалась высокой, поэтому химоружие всегда было одной из главных опасностей для солдат воюющих сторон. Со временем были разработаны контрмеры против газовых атак, что привело к снижению эффективности их использования, и в результате химоружие почти вышло из оборота. А в связи с тем, что отравляющие вещества массово стали применять именно в Первую мировую войну, её иногда называли также «войной химиков».

## История отравляющих газов

### 1914
В начале Первой мировой войны использовались химические вещества раздражающего, а не летального действия. Первыми в августе 1914 года их применили французы: это были 26-мм гранаты, наполненные слезоточивым газом (этилбромацетат). Но запасы этилбромацетата у союзников быстро подошли к концу, и французская администрация заменила его другим агентом — хлорацетоном. В марте 1915 года немецкие войска открыли огонь снарядами, частично наполненными химическим раздражителем, против британцев в Битве при Нев-Шапель, однако достигнутая концентрация газа была небольшой, так что его действие оказалось едва заметным.

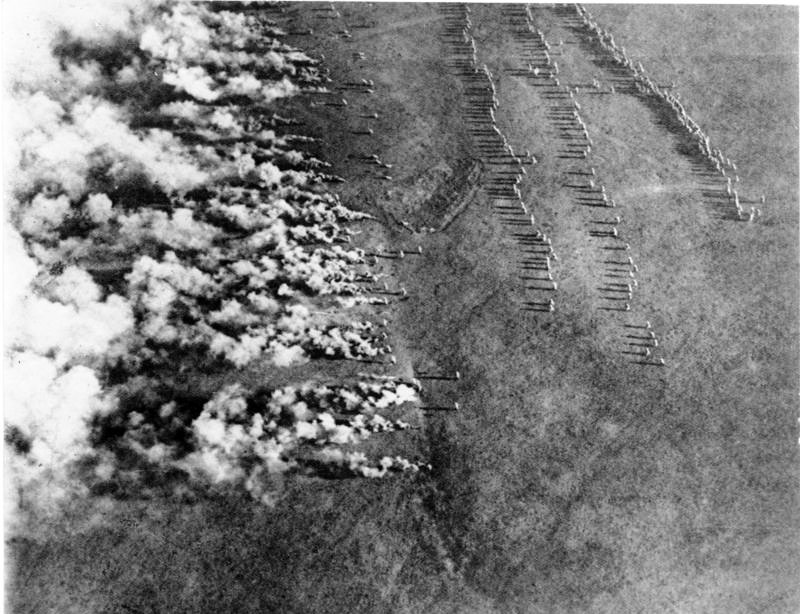
Распыление отравляющего газа по ветру в сторону противника

### 1915: широкое распространение смертоносных газов
В конце января 1915 года армия Германии применила слезоточивый газ против армии Российской империи в битве при Болимове.
Первым смертельным газом, использованным немецкими военными, был хлор. Немецкие химические компании BASF, «Хехст» и «Байер» (которые сформировали конгломерат ИГ Фарбен в 1925 году) производили хлор в качестве побочного продукта получения красителей. В сотрудничестве с Фрицем Габером из института Кайзера Вильгельма в Берлине они начали разработку методов применения хлора против вражеских солдат, находящихся в окопах.

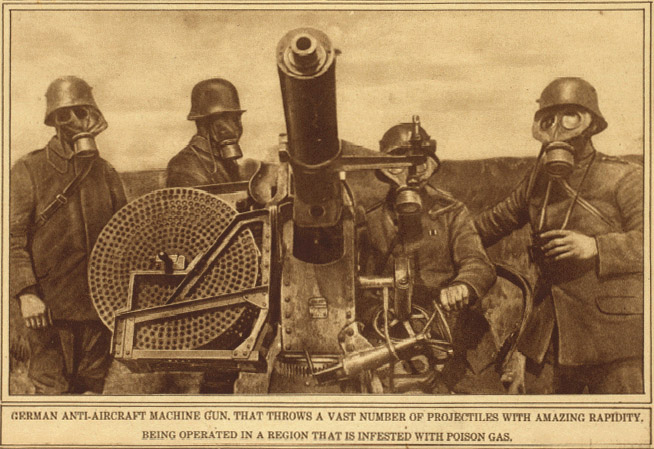
Немецкие солдаты в противогазах

22 апреля 1915 года немецкая армия распылила 168 тонн хлора около бельгийского города Ипр. Атака началась в 17:00, когда подул слабый восточный ветер. Газ стал двигаться в сторону французских позиций в виде облаков желтовато-зелёного цвета. Немецкая пехота также пострадала от газов и, не имея достаточного подкрепления, не смогла использовать полученное преимущество до прихода британо-канадских сил. Антанта сразу заявила о том, что Германия нарушила принципы международного права, однако Берлин парировал это заявление тем, что Гаагская конвенция запрещала лишь применение химических снарядов, но не газов.
После битвы у Ипра отравляющие газы были применены Германией ещё несколько раз: 24 апреля против 1-й канадской дивизии, 2 мая около «Фермы-мышеловки», 5 мая против британцев. 5 мая сразу 90 человек погибло в окопах; из 207, попавших в полевые госпитали, 46 умерли в тот же день, а 12 — позже, после продолжительных мучений.
На Восточном фронте немцы впервые применили против русских войск ОВ (газообразный хлор) в мае-июне (по старому стилю) 1915 года под Болимовым. Всего против русских войск под Болимовым было проведено пять химических атак.
1. Газобаллонная атака 18/31 мая 1915 года: всего отравлено хлором - 9038 человек, из них умерло - 1183 человека.
2. Газобаллонная атака в ночь с 23 на 24 мая (с 5 на 6 июня) 1915 года: отравлено хлором 12 человек.
3. Газобаллонная атака 30 мая/12 июня 1915 года: всего отравлено хлором - 2285 человек, из них на позициях умерло - 73 человека. В ходе химической атаки, проведенной 30 мая/12 июня, 2989 человек пропало без вести. Из них 1660 человек попало в плен, остальные 1329 человек согласно русским источникам были ранены, убиты или отравлены газами и остались на поле боя, который остался за неприятелем, поэтому эти потери от отравления хлором не были учтены русским командованием. В результате число отравленных хлором во время химической атаки 30 мая/12 июня 1915 года было больше приведенных выше официальных данных.
4. Газобаллонная атака 4/17 июня 1915 года: пострадавших от газа не было.
5.  Газобаллонная атака в ночь с 23 на 24 июня (с 6 на 7 июля) 1915 года: всего отравлено хлором - 10104 человека, из них умерло 1775 человек.
Шестая газобаллонная атака была проведена немцами 24 мая/6 июня 1915 года под деревней Конопница около города Рава (соврем. Рава-Мазовецкая) 40 километров южнее Болимова. Отравлено хлором 13 человек.
6 августа 1915 года отравляющие газы были применены против защитников русской крепости Осовец. Против русской армии действие газов, однако, не оказалось достаточно эффективным: несмотря на серьёзные потери, она отбросила немцев от Осовца. Контратака русских войск была названа в российской публицистике как «атака мертвецов»: по словам многих историков и свидетелей тех сражений, русские солдаты одним только своим внешним видом (многие были изуродованы после обстрела химическими снарядами) повергли в шок и тотальную панику германских солдат:

«Все живое на открытом воздухе на плацдарме крепости было отравлено насмерть, большие потери несла во время стрельбы крепостная артиллерия; не участвующие в бою люди спаслись в казармах, убежищах, жилых домах, плотно заперев двери и окна, обильно обливая их водой.
В 12 км от места выпуска газа, в деревнях Овечки, Жодзи, Малая Крамковка, было тяжело отравлено 18 человек; известны случаи отравления животных — лошадей и коров. На станции Моньки, находящейся в 18 км от места выпуска газов, случаев отравления не наблюдалось.
Газ застаивался в лесу и около водяных рвов, небольшая роща в 2 км от крепости по шоссе на Белосток оказалась непроходимой до 16 час. 6 августа.
Вся зелень в крепости и в ближайшем районе по пути движения газов была уничтожена, листья на деревьях пожелтели, свернулись и опали, трава почернела и легла на землю, лепестки цветов облетели.
Все медные предметы на плацдарме крепости — части орудий и снарядов, умывальники, баки и прочее — покрылись толстым зелёным слоем окиси хлора; предметы продовольствия, хранящиеся без герметической укупорки — мясо, масло, сало, овощи, оказались отравленными и непригодными для употребления.».— С. А. Хмельков «Борьба за Осовец»

«Полуотравленные брели назад, — это уже другой автор, — и, томимые жаждой, нагибались к источникам воды, но тут на низких местах газы задерживались, и вторичное отравление вело к смерти».— В. В. Василик «Россия и европейский империализм»

### 1915: газы повышенной токсичности

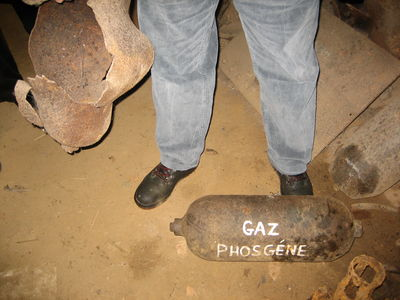
Фосген

Недостатки хлора как химоружия были преодолены с началом использования фосгена, который был синтезирован группой французских химиков под руководством Виктора Гриньяра и впервые применён Францией в 1915 году. Бесцветный газ со слабым запахом заплесневелого сена — фосген — было труднее обнаружить, чем хлор, что сделало его более эффективным оружием. Фосген использовался в чистом виде, но чаще в смеси с хлором — для увеличения мобильности более тяжёлого фосгена. Союзники называли эту смесь «Белая звезда», так как снаряды с этой смесью имели соответствующую маркировку.
Фосген как боевой газ превосходил хлор большей токсичностью. Потенциальным недостатком фосгена было то, что симптомы отравления иногда наступали лишь через 24 часа после вдыхания. Это давало возможность отравленным солдатам некоторое время продолжать вести боевые действия, хотя на следующий день они всё равно или умирали, или становились инвалидами.

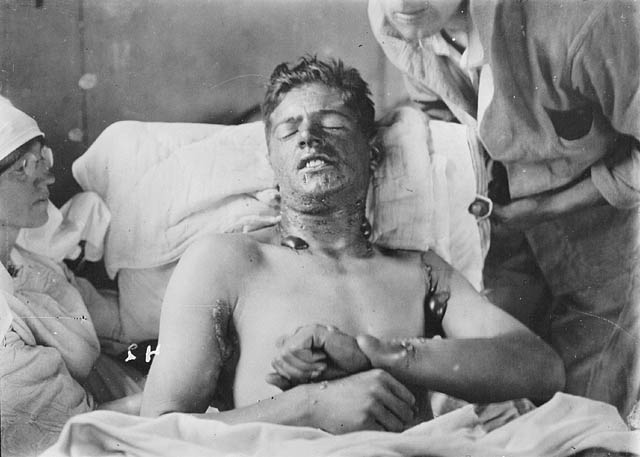
Эффект действия иприта на солдата

### 1917: иприт (горчичный газ)
12 июля 1917 года, у того же Ипра англо-французские войска были обстреляны минами, содержавшими маслянистую жидкость. Это было первое применение Германией иприта.

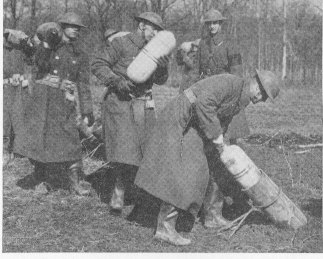
Английские солдаты заряжают батарею миномётов Ливенса

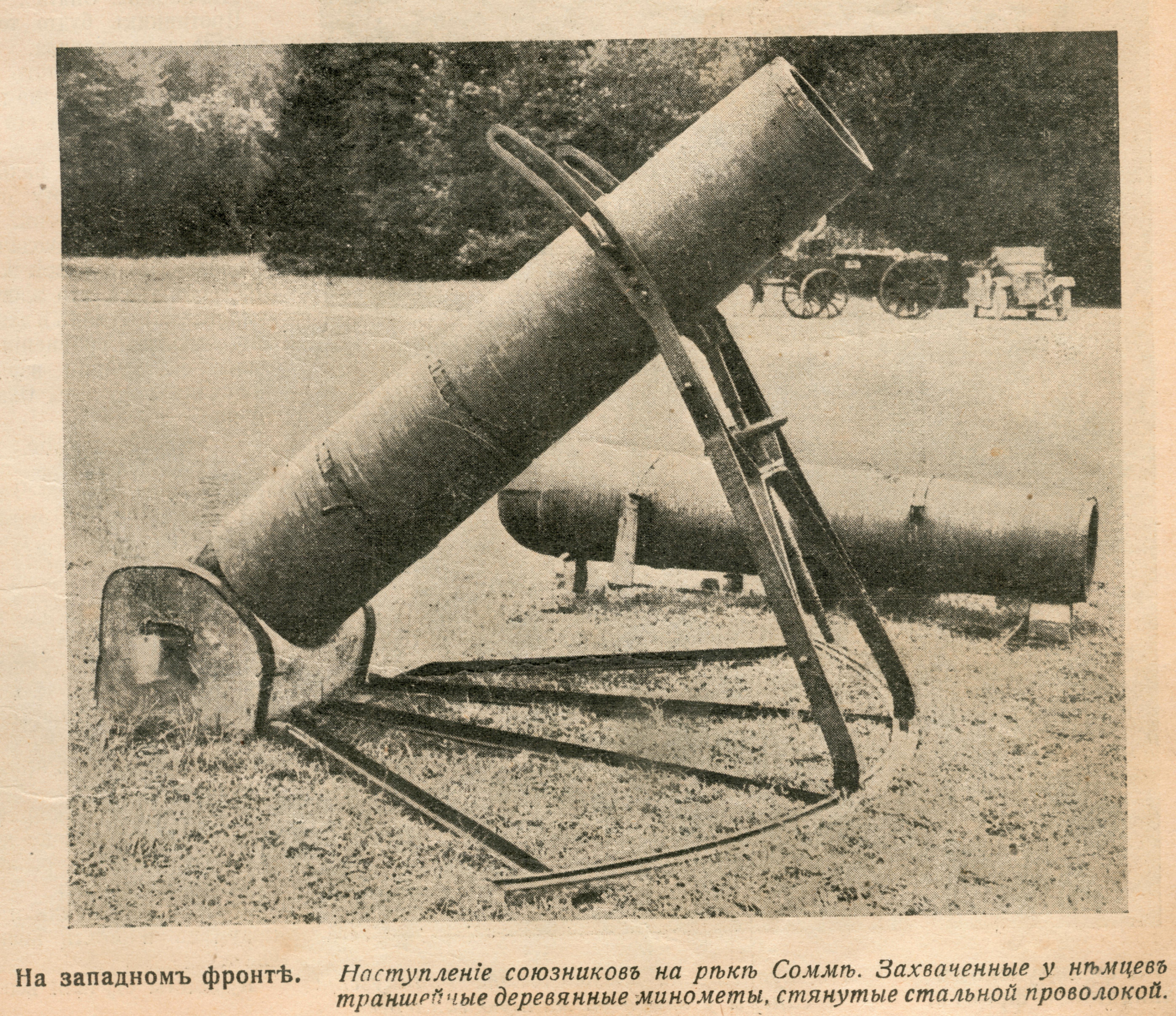
Германский миномёт, стреляющий химическими зарядами. 1916

## Эффективность и контрмеры

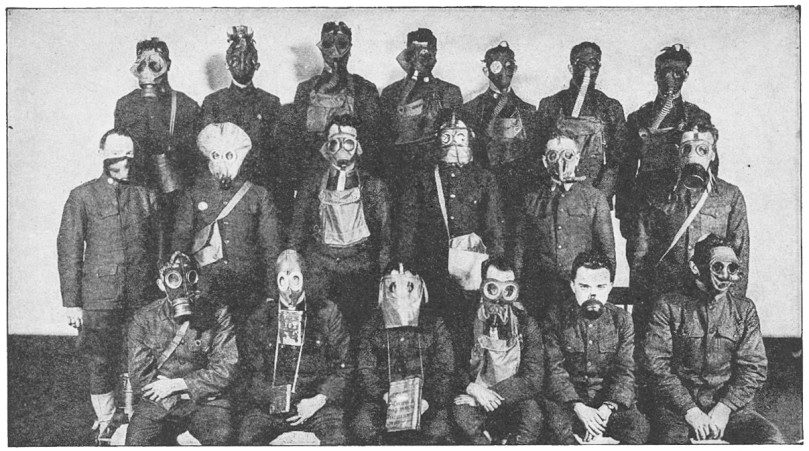
Различные противогазы применявшиеся на западном фронте

Сразу после первых применений стало очевидно, что те, кто не сидел в траншее, а находился на каком-либо возвышении, получали меньшие отравления, потому что хлор тяжелее воздуха и он опускается к земле, скапливаясь там в более высокой концентрации
Хлор, однако, оказался не так эффективен, как полагали немцы, потому что уже после первых применений против него стали использовать средства защиты. Хлор имеет специфический запах и яркий зелёный цвет, что делает его достаточно легко обнаруживаемым. Газ хорошо растворим в воде, поэтому самым простым и эффективным способом защиты от него было прикрывание лица влажной тканью. Считалось также,[кем?] что более эффективно использование мочи вместо воды, потому что аммиак нейтрализует свободный хлор по реакции: NH3 + Cl2 → HCl + NH4Cl (вероятно, тогда ещё не было известно, что соединения хлора и аммиака, в свою очередь, могут производить токсичные газы).

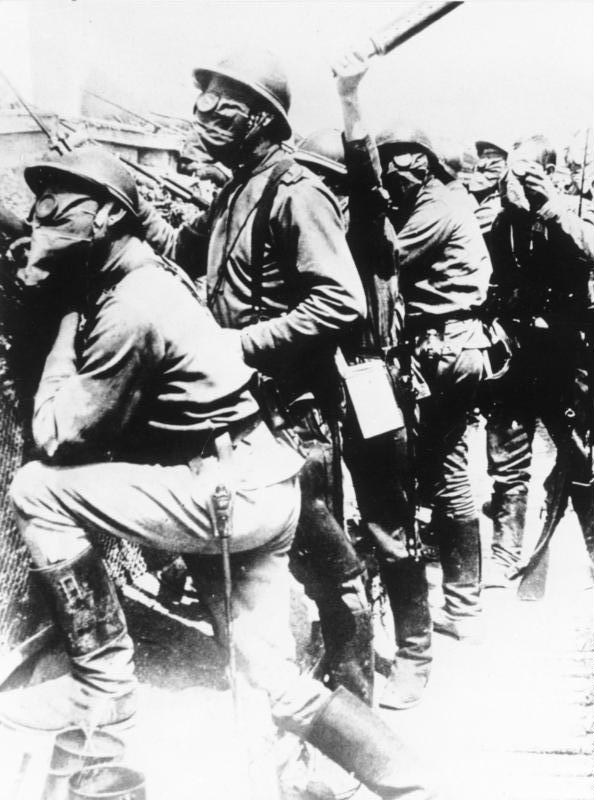
Русский легион на западном фронте

Для получения смертельной дозы необходима концентрация хлора 1 на 1000; попадая в дыхательные пути, хлор реагирует с влагой слизистых верхних дыхательных путей, образуя соляную и хлорноватистую кислоты (которая далее разлагается с выделением активного кислорода). Несмотря на свои недостатки, хлор являлся эффективным видом психологического оружия, пехота бежала в панике только от одного вида зелёного хлорного облака.

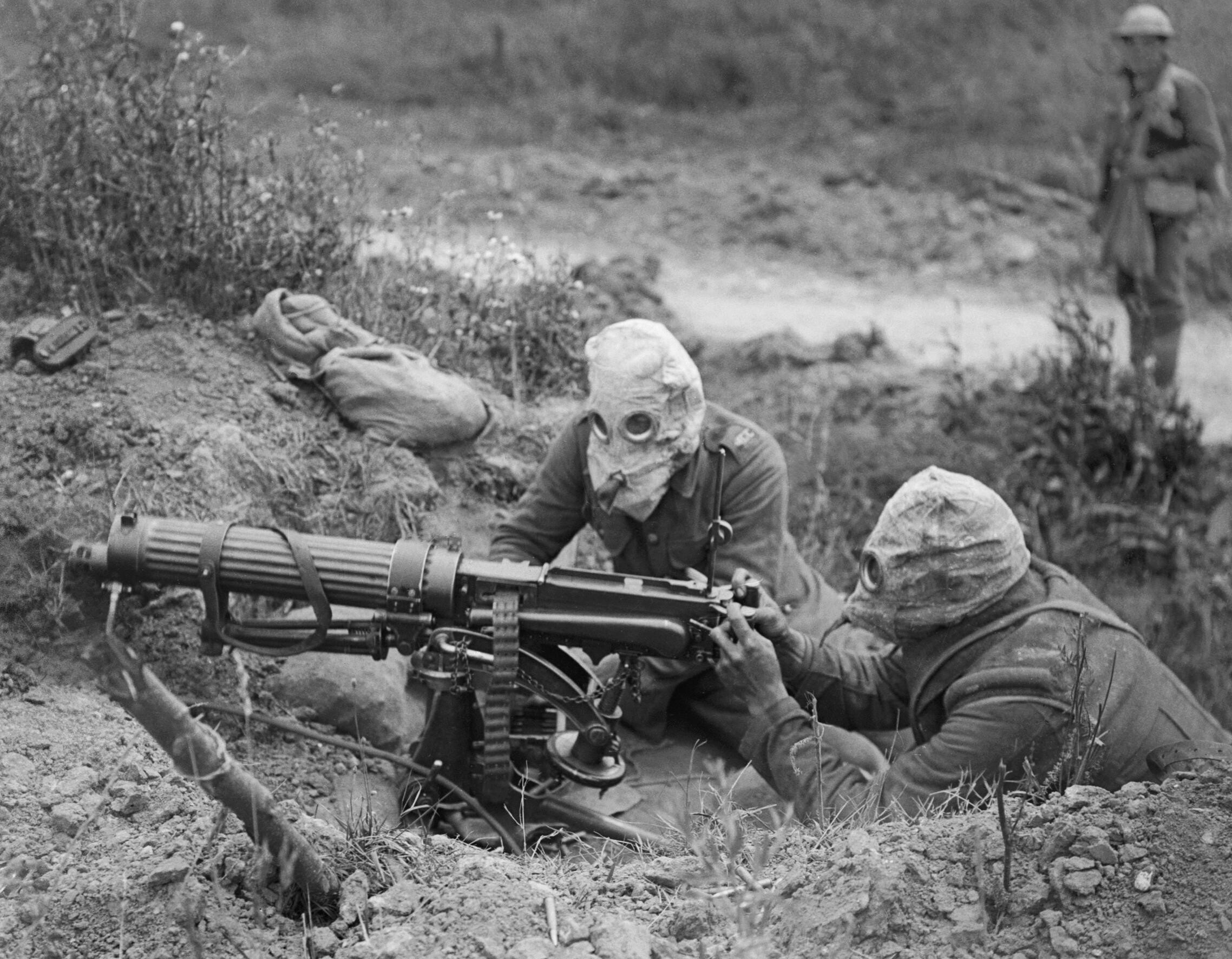
«дым-шлем»

После атак хлором были разработаны и проведены мероприятия противохимического характера. В немецких войсках солдатам стали раздавать ватно-марлевые респираторы и бутылки с раствором соды. В войска Антанты были разосланы инструкции о применении влажных тканевых повязок на лицо во время газовой атаки.
В Великобритании газета «Daily Mail» призвала женщин к производству хлопковых респираторов, и уже в течение месяца различные респираторы стали доступны для британских и французских войск, наряду с автомобильными очками для защиты глаз. К 6 июля 1915 вся британская армия была оснащена созданным майором Клани Макферсоном из Ньюфаундлендского полка гораздо более эффективным «дым-шлемом», состоящим из фланелевого мешка с целлулоидным окошком, полностью охватывающего голову. Гонка между внедрением новых, более эффективных ядовитых газов и разработкой адекватных мер противодействия, названная «газовой войной», продолжалась до ноября 1918 года.

## Британские газовые атаки
Британия выразила явное негодование тем, что Германия применила на Ипре отравляющие газы. Один из командующих британскими войсками лейтенант-генерал Фергюсон назвал поведение Германии трусостью. Вот его слова: «Однако если британцы хотят выиграть эту войну, они должны уничтожать врага, и если он действует нечестно, то отчего нам не воспользоваться его способом».
Впервые англичане применили хлор в битве при Лоосе 25 сентября 1915 года, но эта попытка обернулась против самих англичан. Для успешного использования хлора требуется благоприятный ветер, дующий в сторону врага, но ветер в тот день был переменчив — газ перенёсся на небольшое расстояние и остался между позициями противников, а в отдельных местах был отнесён обратно к британским позициям.
Британская армия осознала необходимость газовых атак и проводила их в большом количестве, причем в 1917 и 1918 году опередила в этом германскую армию. К этому времени военная промышленность стран Антанты производила большее количество боевых отравляющих веществ, нежели германская. Германская промышленность не могла компенсировать это отставание даже выпуском новых, более токсичных газов, так как производство последних обходилось дороже. Со вступлением в войну США выпуск иприта промышленностью Антанты стал намного больше германского. Кроме того, превалировавшее направление ветров на Западном фронте Первой мировой войны было с запада, что давало Англии преимущество в организации газовых атак.

## Производство отравляющих газов в России

Солдаты чешского легиона русской армии в противогазах

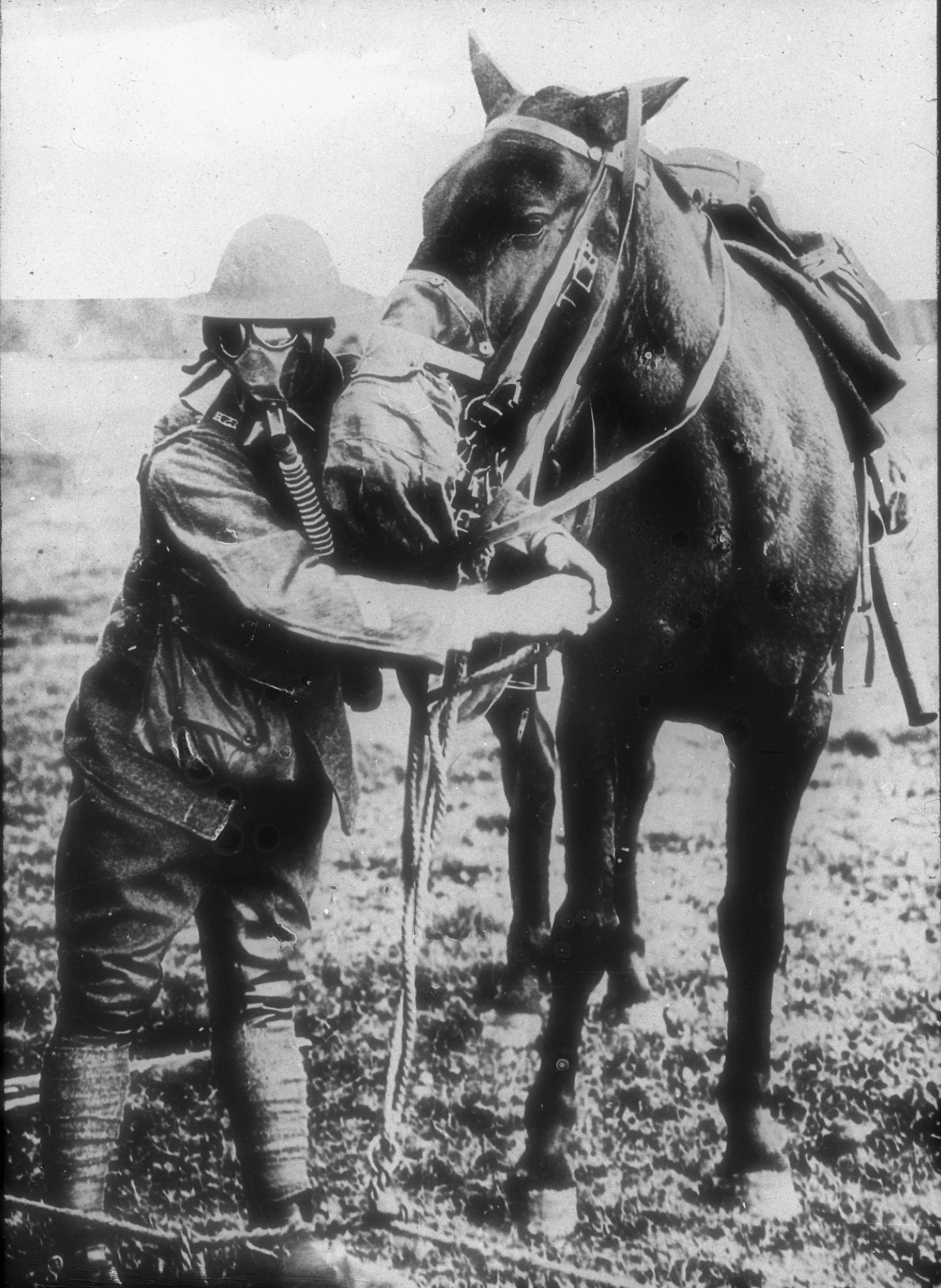
Лошадь и человек в противогазах

Вопрос о производстве и применении химического оружия был впервые поставлен Особой распорядительной комиссией по артиллерийской части 4 марта 1915 г. Предложение было отклонено Верховным главнокомандующим по этическим соображениям. Однако, успешный опыт применения ОВ германскими войсками заставил пересмотреть эту точку зрения. 2 июня 1915 года наштаверхом генералом Н. Н. Янушкевичем было отдано распоряжение о начале работ над созданием химических боеприпасов и снабжении ими войск. 3 августа последовал приказ об образовании при Главном артиллерийском управлении (ГАУ) специальной комиссии по заготовлению удушающих средств под председательством начальника Центральной научно-технической лаборатории военного ведомства.
В 1915 г. была реализована программа развёртывания в России химического производства, координировавшаяся ген.-лейт., акад. В. Н. Ипатьевым. Быстрый рост выпуска в коксохимической и основной химической промышленности позволил снять кризисную ситуацию и производить химическое оружие в больших масштабах. В августе 1915 г. был произведен первый промышленный хлор, в октябре началось производство фосгена. В феврале 1916 года в Томском университете силами местных учёных было организовано производство синильной кислоты.
К осени 1916 года требования армии на химические 76-мм снаряды удовлетворялись полностью: армия получала ежемесячно 5 парков (15000 снарядов), в том числе 1 парк ядовитый и 4 удушающих. В начале 1917 года были разработаны и готовились к применению в боевых условиях 107-мм пушечные и 152-мм гаубичные химические снаряды. Весной 1917 года в войска стали поступать химические боеприпасы для миномётов и ручные химические гранаты.
В широких масштабах химическое оружие было применено русской армией летом 1916 г. в ходе Брусиловского прорыва. 76-мм снаряды с ОВ удушающего (хлорпикрин) и ядовитого (фосген, венсинит) действия показали свою высокую эффективность при подавлении артиллерийских батарей противника. Полевой генерал-инспектор артиллерии телеграфировал начальнику ГАУ, что в майском и июньском наступлении 1916 года химические 76-мм снаряды «оказали большую услугу армии».
Кроме борьбы с артиллерией противника, где химические снаряды были особенно эффективны, тактика применения химического оружия российской армией предполагала использование химических снарядов как вспомогательного средства, для того чтобы заставить противника покинуть укрытия и сделать его досягаемым для артиллерийского огня обычными боеприпасами. Производились также и комбинированные атаки: создание газовой волны (газобаллонная атака) и обстрел не затронутых ею целей химическими снарядами.

## Производство газов
Их разработка, как правило, проводилась в обстановке строжайшей секретности.